# Distrito electoral 28 (condado de Monroe, Illinois)
El distrito electoral de 28 (en inglés: Precinct 28) es un distrito electoral ubicado en el condado de Monroe en el estado estadounidense de Illinois. En el Censo de 2010 tenía una población de 787 habitantes y una densidad poblacional de 29,21 personas por km².

## Geografía
El distrito electoral de 28 se encuentra ubicado en las coordenadas 38°21′36″N 90°6′50″O / 38.36000, -90.11389. Según la Oficina del Censo de los Estados Unidos, el distrito electoral de 28 tiene una superficie total de 26.95 km², de la cual 26.56 km² corresponden a tierra firme y (1.43%) 0.39 km² es agua.

## Demografía
Según el censo de 2010, había 787 personas residiendo en el distrito electoral de 28. La densidad de población era de 29,21 hab./km². De los 787 habitantes, el distrito electoral de 28 estaba compuesto por el 97.84% blancos, el 0.25% eran afroamericanos, el 0% eran amerindios, el 0.38% eran asiáticos, el 0% eran isleños del Pacífico, el 0.38% eran de otras razas y el 1.14% pertenecían a dos o más razas. Del total de la población el 1.14% eran hispanos o latinos de cualquier raza.